# بغتة (عبس)

تعديل مصدري - تعديل

بغتة هي إحدى قرى عزلة مطولة بمديرية عبس التابعة لمحافظة حجة، بلغ تعداد سكانها 1293 نسمة حسب تعداد اليمن لعام 2004.